# Aramus paludigrus
Aramus paludigrus es una especie extinta de carrao, aves semiacuáticas emparentadas con las grullas (orden Gruiformes), a las que se asemejan. Aramus paludigrus fue hallada en el conocido yacimiento fósil de La Venta, que data de mediados del período Mioceno, en la zona central de Colombia. Esta ave fue descrita en 1997 sobre la base de un hueso de tibiotarso casi completo, muy similar al de su pariente moderno, el carrao Aramus garaudana, si bien dicho elemento medía cerca de 196 milímetros de largo, lo que implica un tamaño 20 % más grande.
También se diferencia de la especie moderna en que este hueso posee cóndilos laterales más amplios y el eje del hueso es más largo y estrecho, muy similar al encontrado en la modernos trompeteros (Psophia). La estructura general de este animal no debió de diferir mucho de los carraos modernos, siendo un ave más bien sedentaria (no se conocen restos de otras zonas de Suramérica), y por lo que se sabe de los estratos en que se encontró, debió de vadear zonas pantanosas en busca de caracoles, insectos y bivalvos para alimentarse de ellos; esto motivó su nombre científico, ya que en griego paludigrus se puede traducir como "grulla de los pantanos".